# Euselasia perisama
Euselasia perisama is een vlindersoort uit de familie van de prachtvlinders (Riodinidae), onderfamilie Euselasiinae.
Euselasia perisama werd in 2001 beschreven door Hall, J & Lamas.